# No Plain Shortcuts
No Plain Shortcuts – debiutancki album zespołu Letters From Silence, nagrany w studiu Polskiego Radia S4 wiosną 2011 w Warszawie, wydany 13 czerwca 2011 roku nakładem Agencji Fonograficznej Polskiego Radia. Płytę zrealizował Leszek Kamiński, niektóre ścieżki gitary elektrycznej zostały zrealizowane przez Macieja Bąka w 2009r sali prób zespołu w dawnych Państwowych Zakładach Optycznych na warszawskiej Pradze. Za produkcję płyty odpowiadają Leszek Kamiński i Maciej Bąk oraz Wawrzyniec Dąbrowski.

## Lista utworów
1. Far In The North
2. Longest Journey Back Home
3. Sitting On A Fence
4. Ann's Lullaby
5. Pockets Full Of Sand
6. One More Day
7. No Plain Shortcuts
8. Monday Morning
9. Kite
10. Lost Between The Lines
11. Question Marks
12. Sleeve

## Teledyski
- "One More Day" (2011) reż. Jan Wąż, Mateusz Szelc[5]

## Wyróżnienia
- Płyta tygodnia - Polskie Radio Program III[4].